# 생식력
생식능력은 번식이나 임신, 매정이 가능함을 말한다. 생식력이라고도 부른다. 생식능력이 없는 것을 불임이라고 한다
생식능력은 아이를 임신할 수 있는 능력이다. 출산율은 개인이 일생 동안 태어난 평균 자녀 수이며 인구 통계학적으로 정량화된다. 반대로 불임은 자연적으로 번식하는 것이 어렵거나 불가능하다. 일반적으로 불임은 1년(또는 그 이상)의 보호되지 않은 성관계 후에도 아이를 임신할 수 없는 것으로 정의된다. 불임은 널리 퍼져 있으며 전 세계의 불임 전문가가 아기를 임신하는 데 어려움을 겪는 부모와 부부를 도울 수 있다.
생식능력은 남녀 모두에게 문제이다. 질병 통제 예방 센터에 따르면, 임신할 수 없는 커플의 35%에서 그 원인은 여성과 남성 모두의 요인에 기인할 수 있다. 인간의 생식력은 영양, 성행위, 혈연관계, 문화, 본능, 내분비학, 임신 시기, 경제, 성격, 생활 방식, 감정 등 다양한 요인에 따라 달라진다.
생식능력은 임신 의도와 관계없이 번식할 수 있는 생물학적 능력으로 정의되는 가임력과는 다르다. 번식력은 배우자 생산, 수정 및 만삭까지의 임신으로 설명할 수 있다.

## 같이 보기
- 가정경제학
- 가족계획
- 가임력
- 수태인자
- 재생산 건강
- 저출산
- 정관 수술
- 출생주의
- 피임
- 합계출산율